# Liste der Officers des Order of Canada/J
Diese Liste gibt einen Überblick aller Personen, die mit der Auszeichnung Officer of the Order of Canada ausgezeichnet wurden.

## J
1. Wilbur Roy Jackett
2. Henry Newton Rowell Jackman
3. Henry R. Jackman
4. Mary Percy Jackson
5. Robert Wilson Jackson
6. Roger C. Jackson
7. Russell S. Jackson
8. Tom Jackson
9. Jane Jacobs
10. George C. Jacobsen
11. Hector J. Jacques
12. Yves Jacques (2009)
13. Peter Jaffe (2009)
14. Audrey Jakeman
15. Roberta L. Jamieson
16. Stephen A. Jarislowsky (2008)
17. Yves Jasmin
18. Herbert H. Jasper
19. Digvir Jayas
20. Marsh Jeanneret
21. Pierre J. Jeanniot
22. Jean-Paul Jeannotte
23. David Jenkins (2013)
24. P. Thomas Jenkins (2011)
25. Jon H. Jennekens
26. Harold John Jennings (2014)
27. Harry W. Jerome
28. Pauline Jewett
29. Prabhat Jha (2012)
30. Claude Jodoin
31. Martha Jodrey
32. Dave Joe (2008)
33. Sajeev John
34. Harold Elford Johns
35. Walter H. Johns
36. Donald K. Johnson (2009)
37. F. Ross Johnson
38. Frederick William Johnson
39. George Johnson
40. Harry G. Johnson
41. Molly Johnson
42. Thorvadur Johnson
43. Donald J. Johnston
44. James A. Johnston
45. Elaine Elizabeth Jolly
46. John J. Jonas
47. Douglas Gordon (D. G.) Jones
48. Oliver T. Jones
49. R. Norman Jones
50. Richard D. Jones
51. Robert Orville Jones
52. James Urban Joseph
53. Robert Joseph
54. Madeleine Joubert
55. Albin T. Jousse
56. Serge Joyal
57. Stephen Juba
58. Chantal Juillet
59. Pierre Juneau
60. Marcel Junius
61. Daniel Jutras